# مريبيل مسطح
مريبيل مسطح (الاسم العلمي:Meripilus applanatus) هو نوع من الفطريات يتبع جنس المريبيل من الفصيلة المريبيلية.